# Burhan Ghalioun

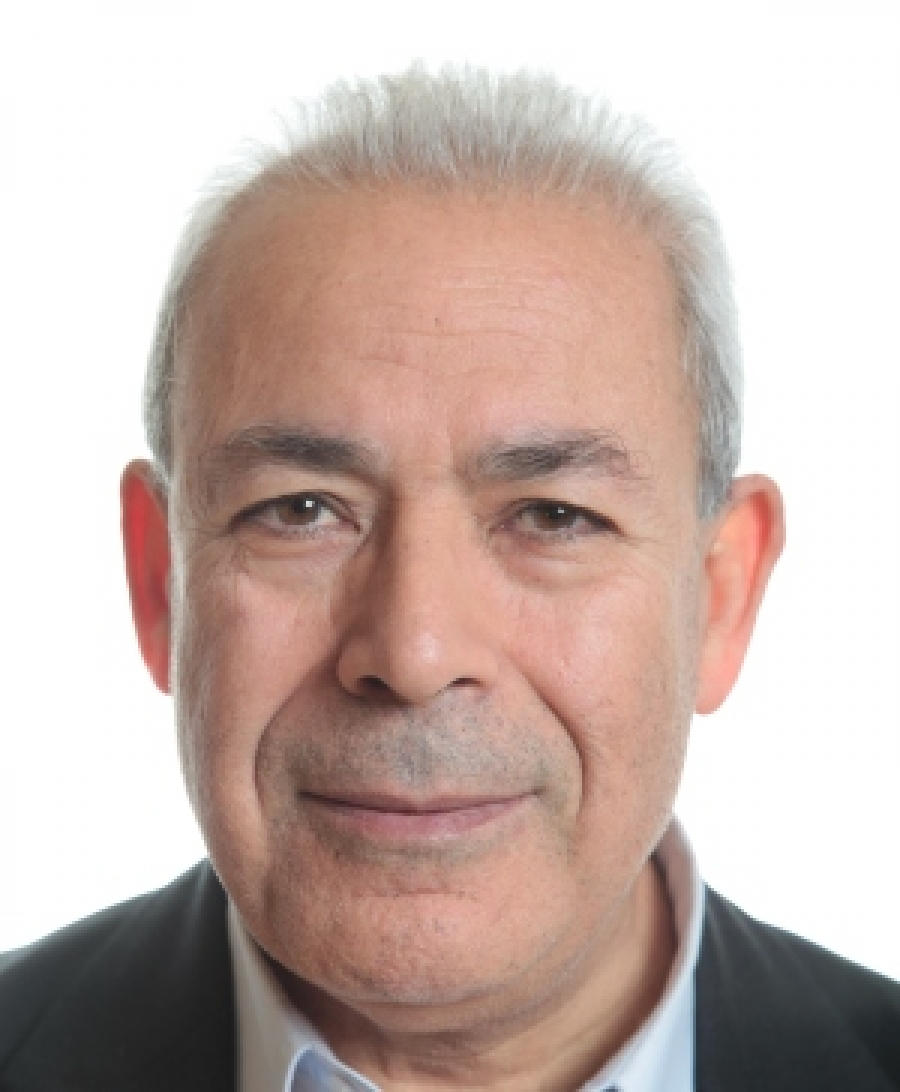
Burhan Ghalioun

Burhan Ghalioun (arabisch برهان غليون, DMG Burhān Ġalyūn; * 13. Mai 1945 in Homs),  ist ein französisch-syrischer Intellektueller und eine bekannte Figur der syrischen Opposition. Ghalioun lehrte politische Soziologie an der Universität Paris III (Sorbonne Nouvelle) in Paris.
Ghalioun studierte Soziologie und Philosophie an der Universität Damaskus. Im Jahre 1969 verließ er Syrien und studierte in Paris. Er erlangte Doktorgrade in Sozial- und Geisteswissenschaften. Mit kritischen Schriften zur Herrschaft al-Asads machte sich Ghalioun Ende der 1970er Jahre einen Namen als Oppositioneller. 1983 war Ghalioun Mitbegründer der Arabischen Organisation für Menschenrechte, er lehrte politische Soziologie an der Universität Algier und leitete das Centre d'Etudes sur l'Orient Contemporain (CEOC) in Paris. Später wurde er Professor für politische Soziologie an der Universität Paris III (Sorbonne Nouvelle).  
Ghalioun war ab dem 29. August 2011 der erste Vorsitzende des Syrischen Nationalrates, der gegen die Baath-Regierung des syrischen Staatspräsidenten Baschar al-Assad opponierte. Ghaliouns Haltung zur Frage einer militärischen Intervention des Auslandes war Gegenstand interner Kritik. Im Mai 2012 bot Ghalioun seinen Rücktritt an, da er nicht eine „spalterische Figur“ sein wolle. Bis Juni 2012 blieb er im Amt. Danach wurde er von Abdulbaset Sieda abgelöst.
Seit November 2012 ist er zugleich Mitglied in der Nationalkoalition für Revolutions- und Oppositionskräfte.